# Chirosia similata
Chirosia similata är en tvåvingeart som först beskrevs av Tiensuu 1939.  Chirosia similata ingår i släktet Chirosia och familjen blomsterflugor. Arten är reproducerande i Sverige. Inga underarter finns listade i Catalogue of Life.